# هيلين فيلدنغ
هيلين فيلدنغ (بالإنجليزية: Helen Fielding) (و. 1958  م) هي كاتِبة، وصحفية، وروائية، وكاتبة سيناريو بريطانية.

## سيرة حياتها
نشأت فيلدنغ في مورلي، ويست يوركشاير، وهي مدينة في ضواحي ليدز شمال إنجلترا. كان والدها الرئيس التنفيذي في مصنع للنسيج بجوار منزل العائلة، وكان ينتج القماش لسترات عمال المناجم. توفي في عام 1982 أما والدتها، نيلي، ما تزال تعيش في يوركشاير. التحقت فيلدنغ بمدرسة ويكفيلد الثانوية للبنات. لديها ثلاثة أشقاء، جين وديفيد وريتشارد. درست فيلدنغ اللغة الإنجليزية في كلية سانت آن، أكسفورد، وكانت جزءًا من عروض أكسفورد المسرحية في مهرجان إدنبرة الدولي عام 1978، وشكلت صداقةً قويةً مع مجموعة من الفنانين والكتّاب الهزليين، بما في ذلك: ريتشارد كيرتس وروان أتكينسون.
بدأت فيلدنغ العمل في هيئة الإذاعة البريطانية (بي بي سي) في عام 1979 كباحثة إقليمية في المجلة الإخبارية نيشن وايد. ثم تقدمت للعمل كمديرة إنتاج في العديد من برامج الأطفال والبرامج الترفيهية. أنتجت فيلدنغ في عام 1985 بثًا مباشرًا عبر الأقمار الصناعية من مخيم للاجئين في شرق السودان بهدف إطلاق برنامج كوميك ريليف. كتبت وأنتجت أفلامًا وثائقية في إفريقيا عُرضت في برنامج جمع التبرعات كوميك ريليف.
عملت كصحفية وكاتبة في العديد من الصحف الوطنية من 1990 إلى 1999، بما في ذلك ذا سانداي تايمز وذا إندبندنت وذا تيليغراف. بدأ عملها الأكثر شهرةً، مذكرات بريدجيت جونز، كعمود في صحيفة ذا إندبندنت في عام 1995. أدى نجاح هذا العمود إلى إنتاج أربع روايات وثلاثة أفلام. كانت فيلدنغ جزءًا من فريق كتابة السيناريو لجميع الأجزاء الثلاثة.

## بريدجيت جونز
نُشرت رواية فيلدنغ الأولى، قضية المشاهير في عام 1994 وحصلت على مراجعات رائعة لكن مبيعاتها كانت محدودة. كافحت فيلدنغ من أجل تغطية نفقات معيشتها أثناء العمل على روايتها الثانية، بعنوان هجاء حول الانقسامات الثقافية التي تدور أحداثها في [بلد إفريقي خيالي]. كانت فيلدنغ تكتب دون الكشف عن هويتها، وشعرت بقدرتها على أن تكون صادقة بشأن اهتمامات النساء العازبات في الثلاثينات من العمر. كشفت فيلدنغ عن هويتها لاحقًا وطلب منها الناشرون استبدال روايتها عن منطقة البحر الكاريبي برواية عن يوميات بريدجيت جونز. حصلت النسخة التجريبية المنشورة في عام 1996 على مراجعات جيدة ولكن مبيعاتها كانت متواضعة. بينما وصل الكتاب الورقي، الذي نُشر في عام 1997، مباشرةً إلى قمة مخطط الكتب الأكثر مبيعًا، وبقي في تلك المرتبة لأكثر من ستة أشهر وأصبح من أكثر الكتب مبيعًا على مستوى العالم.
واصلت فيلدنغ كتابة الأعمدة الأدبية في صحيفة ذا إندبندنت، ثم ذا ديلي تيليغراف حتى عام 1997، ونشرت روايتها الثانية من السلسة في نوفمبر من عام 1999. عُرض فيلم مذكرات بريدجبت جونز في عام 2001 والجزء الثاني منه في عام 2004. ساهمت فيلدنغ بكتابة المزيد من مغامرات بريدجيت جونز لصحيفة ذا إندبندنت من عام 2005. أعلنت فيلدنغ في نوفمبر من عام 2012 أنها تكتب الجزء الثالث من سلسلة بريدجيت جونز.
نُشر الجزء الثالث من سلسلة بريدجيت جونز في المملكة المتحدة من قبل جوناثان كيب وفي الولايات المتحدة من قبل ألفريد أ. نوبف في أكتوبر من عام 2013. وقد ظهرت لأول مرة في المرتبة الأولى في قائمة ذا سانداي تايمز للكتب الأكثر مبيعًا، ورقم سبعة في قائمة نيويورك تايمز للكتب الأكثر مبيعًا. وبحلول الوقت الذي نشر فيه الكتاب في 19 يونيو من عام 2014، وصلت المبيعات إلى مليون نسخة. اختيرت الرواية لتكون ضمن القائمة القصيرة المرشحة لجائزة بولينجر إيفريمان وودهاوس الخامسة عشرة، ورُشحت أيضًا عن فئة الخيال الشعبي لجائزة الكتاب الوطني. وتُرجمت إلى 32 لغة.

## وصلات خارجية
- هيلين فيلدنغ على موقع IMDb (الإنجليزية)
- هيلين فيلدنغ على موقع أول موفي (الإنجليزية)
- هيلين فيلدنغ على موقع إن إن دي بي (الإنجليزية)
- هيلين فيلدنغ على موقع ديسكوغز (الإنجليزية)
- هيلين فيلدنغ على موقع قاعدة بيانات الفيلم (الإنجليزية)